# サイマル出版会
サイマル出版会（サイマルしゅっぱんかい）は、かつて存在した日本の出版社。
翻訳・通訳業務を行うサイマル・インターナショナルにより、1967年に別会社として創業。弘文堂で編集者として活躍した田村勝夫が創業。親会社の特質を生かした出版事業で、異文化、言語、文化史、国際理解、人間などをテーマに、質の高い出版活動を続けてきたが、出版界の景気低迷で、1998年に社業を断念、廃業した。
主要なロングセラーの多くは、その後、他の出版社から刊行されたものも少なくない。

## 代表的な出版物
- D・ハルバースタム：『ベスト・アンド・ブライテスト』、『メディアの権力』
- トマス・ゴードン：『親業』
- セント＝ジェルジ・アルベルト：『狂ったサル』
- ルドルフ・フェルディナンド・ヘス：『アウシュヴィッツ収容所』
- ロバート・ホワイティング：『菊とバット』
- フランク・ギブニー：『人は城、人は石垣』
- グレゴリー・クラーク：『日本人』
- マクルーハン：『マクルーハン理論』
- ジェラルド・カーティス：『代議士の誕生』
- ジャン＝ポール・サルトル：『アラブとイスラエル』
- ルイス・J・ハレー：『歴史としての冷戦』
- サミュエル・P・ハンティントン：『変革期社会の政治秩序』
- ピョートル・ウラジミロフ：『延安日記―ソ連記者が見ていた中国革命』
- 國弘正雄：『英語の話し方』
- 田々宮英太郎：『昭和権力者論 - 激動50年の政治権力史』
- 田々宮英太郎：『昭和維新 - 二・二六事件と真崎大將』
- 稲田耕三：『高校放浪記』